# Les Paroches
Les Paroches is een gemeente in het Franse departement Meuse (regio Grand Est) en telt 349 inwoners (2004). De plaats maakt deel uit van het arrondissement Commercy.

## Geografie
De oppervlakte van Les Paroches bedraagt 10,1 km², de bevolkingsdichtheid is 34,6 inwoners per km².
De onderstaande kaart toont de ligging van Les Paroches met de belangrijkste infrastructuur en aangrenzende gemeenten.

## Demografie
Onderstaande figuur toont het verloop van het inwonertal (bron: INSEE-tellingen).